# Сречко Юричич
Сречко Юричич (хорв. Srećko Juričić; нар. 30 грудня 1954, Волоско) — югославський футболіст, що грав на позиції захисника. По завершенні ігрової кар'єри — югославський і хорватський тренер. Наразі працює спортивним директором клубу «Рієка».
Виступав, зокрема, за команда «Рієка», у складі якої — дворазовий володар Кубка Югославії.
Як тренер насамперед відомий роботою на Близькому Сході, як з клубними командами, так й зі збірними.

## Ігрова кар'єра
У дорослому футболі дебютував 1972 року виступами за команду клубу «Рієка», в якій провів дванадцять сезонів. З кінця 1970-х вже був капітаном команди.
Завершив професійну ігрову кар'єру у бельгійському «Вінтерслазі», за команду якого виступав протягом 1985—1986 років.

## Кар'єра тренера
Розпочав тренерську кар'єру, повернувшись до футболу після невеликої перерви, 1990 року, очоливши тренерський штаб клубу «Примор'є». З наступного року протягом сезону працював з іншим словенським клубом, «Копером», вже у щойноствореному чемпіонаті незалежної Словенії.
У листопаді 1992 року повернувся до «Рієки» вже як головний тренер команди, утім керував нею лише протягом двох ігор. Другий прихід Юричича на тренерський місток «Рієки» відбувся влітку 1993 року. Цього разу команда під його керівництвом провела увесь сезон 1993/94, посівши за його результатами досить пристойне шосте місце у першості. Проте у червні 1994 року залишив рієцьку команду.
Протягом липня—вересня знову працював у Словенії, з клубом «Гориця», а 1995 року був головним тренером хорватського клубу «Істра 1961».
З другої половини 1990-х розвивав тренерську кар'єру на теренах Близького Сходу. Розпочав роботу в регіоні з еміратським «Аль-Аглі» (Дубай), згодом працював з молодіжною і національною збірними цієї країни.
2003 року прийняв пропозицію очолити тренерський штаб збірної Бахрейну. З цією командою взяв участь у єдиному в своїй кар'єрі великому турнірі, яким став Кубок Азії 2004 року, де його підопічні не лише подоли груповий етап, але й, здолавши збірну Узбекистану у чвертьфіналі, стали півфіналістами континентальної першості. У півфіналі вони дали справжній бій майбутнім переможцям турніру збірній Японії, поступившись їй лише у додатковий час з рахунком 3:4.
Протягом одного року, починаючи з 2005, був головним тренером збірної Оману.
Потім працював на клубному рівні з еміратськими клубами «Шарджа» і «Аль-Васл», катарськими «Аль-Арабі» та «Катар СК», а також з бахрейнським «Аль-Ріффа».
Наразі останнім місцем тренерської роботи була збірна Ємену, головним тренером якої Сречко Юричич був з 2009 по 2010 рік.
З березня 2012 року обіймає посаду спортивного директора свого рідного клубу «Рієка».

## Титули і досягнення
- Володар Кубка Югославії (2):

«Рієка»: 1977—1978, 1978—1979